# メッシーナ海峡

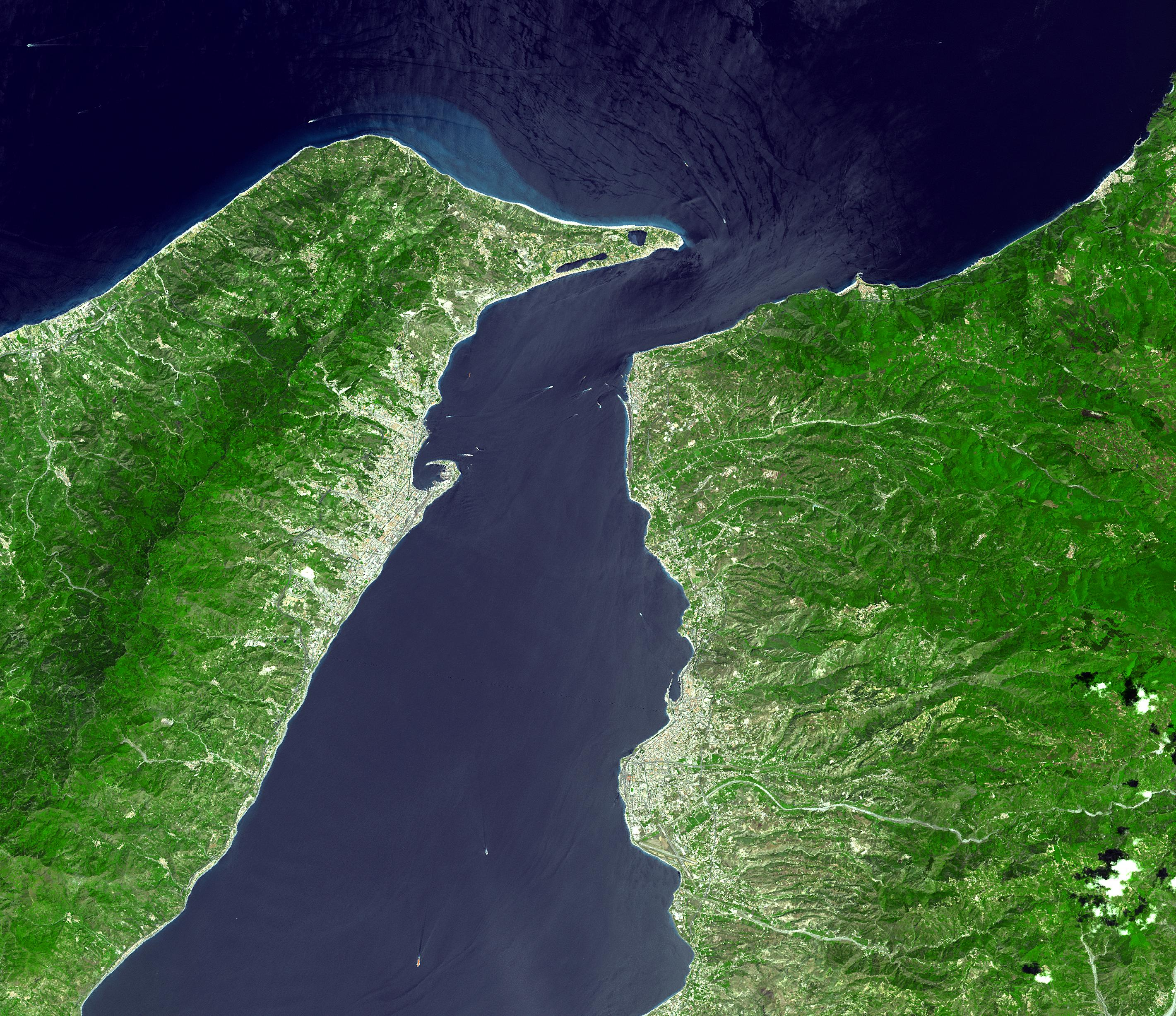
人工衛星より見たメッシーナ海峡

メッシーナ海峡（メッシーナかいきょう、イタリア語: Stretto di Messina、シチリア語: Strittu di Missina）は、シチリア島とイタリア本土（カラブリア州）の間にある海峡である。海峡の西はティレニア海、東はイオニア海である。

## 概要
いちばん狭い箇所は約3kmで、位置は北緯38°00'から38°20'まで、東経15°30'から15°40'まである。

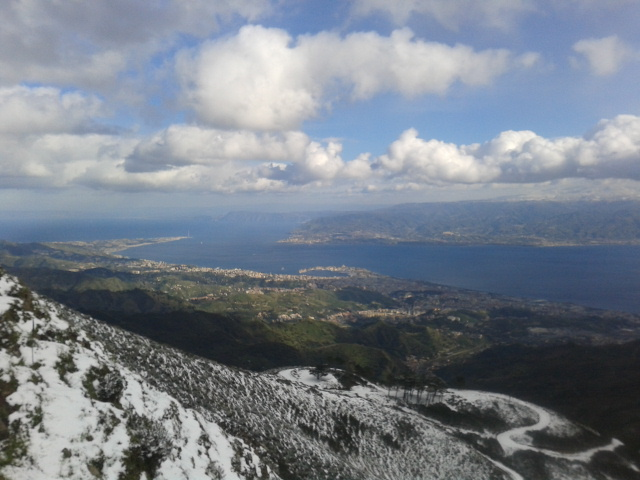
シチリア島ペロリタニ山から望むメッシーナ海峡

第二次世界大戦時には、イタリアが降伏する直前の1943年9月2日夜には、連合国軍（イギリス軍、カナダ軍）が海峡を横断してイタリア本土への上陸作戦を開始。翌日朝には上陸を成功させた。
カラブリアのヴィッラ・サン・ジョヴァンニとシチリアのメッシーナの間には鉄道連絡船と水中翼船の航路があり頻繁に運航されているが、人のみの輸送は行っていない。またレッジョ・ディ・カラブリアとメッシーナの間には個人輸送用の水中翼船の航路がある。いずれの航路もメッシーナ海峡大橋が完成した場合、廃止される可能性がある。

## メッシーナ海峡大橋

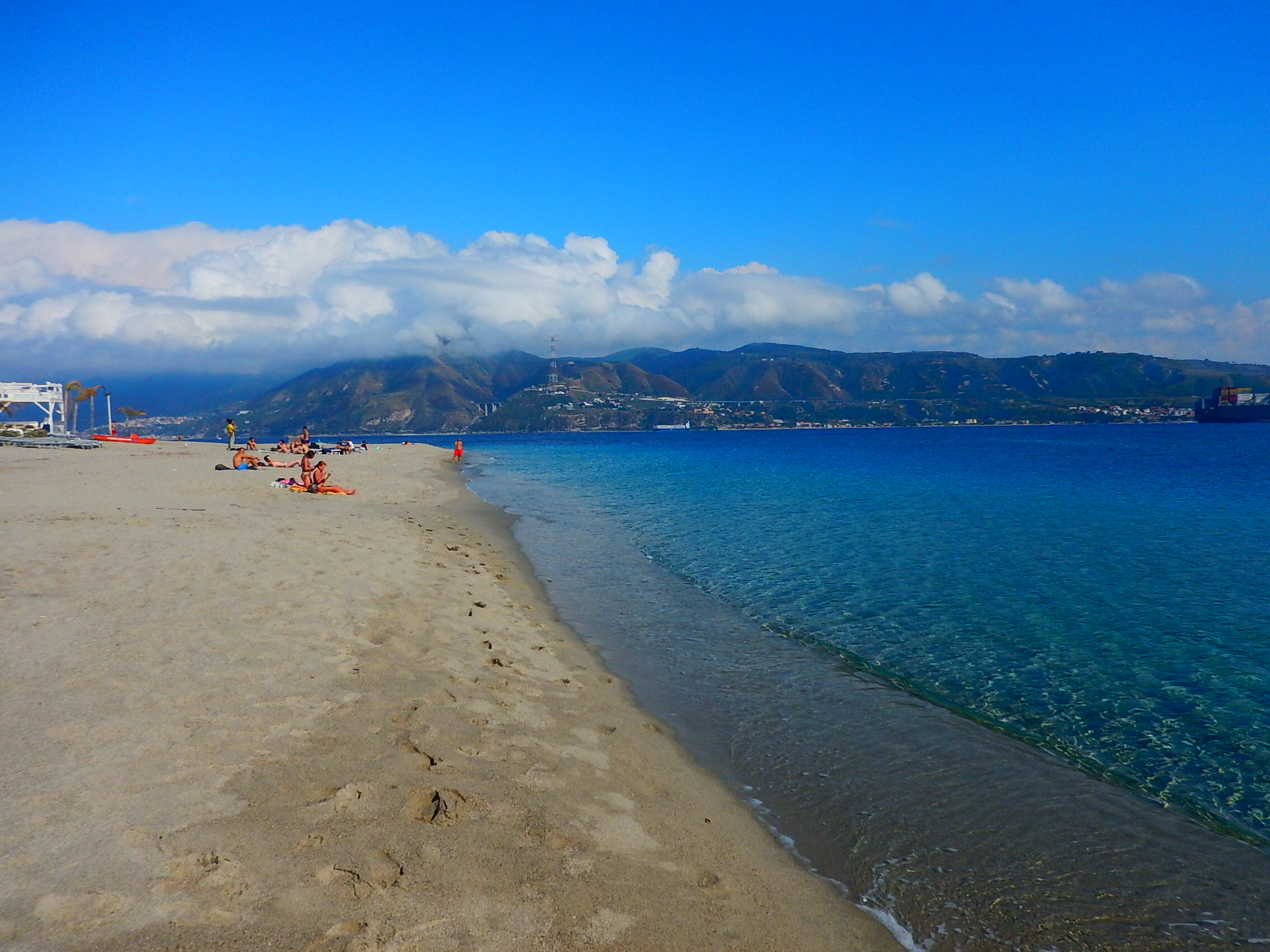
シチリア島メッシーナ北西のトッレ・ファロから見たメッシーナ海峡の最狭部

2011年に、メッシーナ海峡をまたいでシチリア島をつなぐ吊橋のメッシーナ海峡大橋の建造が予定されていたが、予算などの問題で2006年に建設中止となった。政権交代により2009年に計画は復活されたが、2013年に再び中止となっている。

## 海峡に面するコムーネ
- シチリア側
  - メッシーナ
- カラブリア側
  - シッラ
  - ヴィッラ・サン・ジョヴァンニ、カンポ・カーラブロ（坂の上から望む）
  - レッジョ・ディ・カラブリア